# Idioma haida
El haida és una llengua indígena parlada pels Haida en algunes illes enfront de les costes d'Alaska i el Canadà.

## Història
Fa uns cent anys tot el grup ètnic haida era competent en la llengua, però actualment la llengua està molt amenaçada, amb només 45 parlants natius, gairebé tots els quals són adults d'edat avançada. Encara que el nombre de parlants natius ha disminuït al llarg dels anys, d'acord amb el cens canadenc de 2001 hi ha uns 275 parlants no natius en Columbia Britànica i existeix un renovat interès en la llengua, per la qual cosa el nombre de parlants podria augmentar.
Actualment els membres de l'ètnia Haida estan dividits en tres comunitats dialectals que treballen juntes a revitalitzar la llengua. En Skidegate, parlants competents recullen quotidianament dades del dialecte meridional i han produït una llarga sèrie d'enregistraments. En Masset, un grup de joves està aprenent la llengua juntament amb parlants ancians competents del dialecte septentrional. A Alaska, la comunitat duu a terme classes regulars per a adolescents i adults i ha desenvolupat un website amb enregistraments del dialecte de Kaigani.

## Classificació
El lingüista Edward Sapir va classificar el haida juntament amb les llengües na-dené en 1915, una proposta recolzada per altres autors, com Pinnow, Greenberg, Enrico, Ruhlen, Manaster Ramer i Bengtson (veure #Bibliografia). No obstant això, actualment la major part de lingüistes consideren al haida una llengua aïllada, en particular els atabascanistas més destacats. Una proposta recent que relaciona atabasco-eyak-tlingit a les llengües yeniseas de Sibèria central no troba evidència per emparentar el haida amb cap d'aquestes llengües.

## Fonologia
Fonològicament el haida té vuit vocals i prop de 30 consonants. L'inventari és el següent:
|            |              | Bilabial | Alveolar | Alveolar | Palatal | Vetllar | Uvular | Epiglotal | Glotal |
| central    | lateral      | Bilabial |          |          | Palatal | Vetllar | Uvular | Epiglotal | Glotal |
| ---------- | ------------ | -------- | -------- | -------- | ------- | ------- | ------ | --------- | ------ |
| Oclusiva   | simple       | b̥        | d̥        |          |         | ɡ̊       | ɢ̥      |           | ʔ      |
| Oclusiva   | aspirada     | pʰ       | tʰ       |          |         | kʰ      | qʰ     |           |        |
| Oclusiva   | eyectiva     | pʼ       | tʼ       |          |         | kʼ      | qʼ     |           |        |
| Africada   | Lenis        |          |          | d̥͡l       | d̥͡ʒ̊      |         |        |           |        |
| Africada   | Fortis       |          | t͡s       | t͡ɬʰ      | t͡ʃ      |         |        | ʡ͡ʜ        |        |
| Africada   | ejectiva     |          | t͡sʼ      | t͡ɬʼ      | t͡ʃʼ     |         |        |           |        |
| Fricativa  | sorda        |          | s.॥॥     | ɬ        |         | x       | χ      | ʜ         | h      |
| Nasal      | simple       | m        | n        |          |         | ŋ       |        |           |        |
| Nasal      | glotalitzada | mˀ       | nˀ       |          |         |         |        |           |        |
| Aproximant | simple       |          |          | ɫ        | j       | w       |        |           |        |
| Aproximant | glotalitzada |          |          | lˀ       |         |         |        |           |        |

### To
Una característica del haida és ser una llengua tonal, la naturalesa de la qual varia d'un dialecte a un altre. En el dialecte de Kaigani el sistema és d'accent tonal, com a molt amb una síl·laba accentuada per paraula portant un to alt. En els dialectes de Masset i Skidegate el to només contrasta en síl·labes pesades. Tots els sistemes tonals anteriors distingeixen només dos tons: alt i baix.